# Étang du Cap Vert
L'étang du Cap Vert est une lagune située à Saint-Pierre-et-Miquelon. Il est situé dans l'est de l'île de Miquelon, séparé de l'océan Atlantique par un cordon littoral. Un petit chenal à l'extrémité nord de la lagune, au niveau de la Deuxième pointe de Belliveau, constitue son émissaire. Il tire son nom du cap Vert situé juste au sud et qui le sépare de l'étang du Sud du Cap Vert.